# Ямаш, Владимир Семёнович
Владимир Ямаш (Владимир Семёнович Михайлов; род. 19 сентября 1939; Большое Ямашево, Аликовский район, Чувашия) — чувашский писатель и поэт.

## Биография
Родился в деревне Большое Ямашево Аликовского района Чувашии.
Окончил высшую партшколу в Горьком (сейчас Нижний Новгород). Работал на комсомольских, профсоюзных и партийных должностях. Учил детей в школе. Член Союзов писателей Российской Федерации и Чувашской Республики.